# 劉會 (正統進士)
劉會（1421年—？），字嘉會，直隸廬州府六安州人，民籍。明朝政治人物。進士出身。

## 生平
應天府鄉試第九十一名。正統十年（1445年）乙丑科會試第一百七名，殿試登進士第二甲第三十九名。

## 家族
曾祖劉文。祖父劉世傑。父亲劉添禧。